# أسمنت إيطاليا
إيطاليا للأسمنت (Italcementi Group) هي شركة إيطالية متعددة الجنسيات ، مقتبسة عن البورصة الإيطالية ، التي تنتج الإسمنت والخرسانة الجاهزة ومواد البناء . في عام 2015 ، استحوذت شركة هايدلبرج للأسمنت على 45٪ من شركة إيطالي سمنت ، وشكلت معًا ثاني أكبر منتج للأسمنت في العالم.

## نشاط
تقع المجموعة في مدينة بيرغامو ، في شمال إيطاليا. يعمل بها أكثر من 20000 موظف ، منهم 400 يعملون في أنشطة الدعم الفني والبحثي في إطار شركة المجموعة سي تي جي تعني «مجموعة المركز التقني». مبيعاتها السنوية أكثر من 6 مليارات يورو.
يتم التصنيع في 22 دولة: ألبانيا ، بلجيكا ، بلغاريا ، الصين ، كندا ، قبرص ، مصر ، فرنسا ، غامبيا ، اليونان ، الهند ، إيطاليا ، كازاخستان ، الكويت ، المغرب ، موريتانيا ، المملكة العربية السعودية ، إسبانيا ، سريلانكا ، تايلاند ، تركيا والولايات المتحدة .
أكثر من 60 ٪ من مبيعاتها تأتي من قطاع الأسمنت الذي يتم دمجه مع إنتاج الخرسانة الجاهزة والركام.
إنها تفتخر بشبكة عالمية تضم 62 مصنعًا للأسمنت (اسمنت + الكلنكر 54 طن متري) ، 12 مركز طحن ، 4 محطات (أحدها أيضًا مركز طحن) ، 570 وحدة خلط الخرسانة (20.8 مليون متر مكعب ) و 152 مقلع محاجر (56.7 طن متري)
يتم التحكم في إيطالي سمنت بواسطة إيطالموبلير ، ومقرها في ميلانو ونقلت على البورصة الإيطالية . تمت السيطرة على المجموعة بأكملها من قبل عائلة بيزيني الإيطالية منذ تأسيسها في عام 1864.